# Heliura ockendeni
Heliura ockendeni là một loài bướm đêm thuộc phân họ Arctiinae, họ Erebidae.